# Olympische Sommerspiele 1952/Teilnehmer (Island)
| Gelbes Symbol für Goldmedaillen mit stilisierten Olympischen Ringen | Graues Symbol für Silbermedaillen mit stilisierten Olympischen Ringen | Braundes Symbol für Bronzemedaillen mit stilisierten Olympischen Ringen |
| ------------------------------------------------------------------- | --------------------------------------------------------------------- | ----------------------------------------------------------------------- |
| —                                                                   | —                                                                     | —                                                                       |

Island nahm an den Olympischen Sommerspielen 1952 in der finnischen Hauptstadt Helsinki mit neun männlichen Sportlern an elf Wettbewerben in einer Sportart teil.
Seit 1912 war es die vierte Teilnahme eines isländischen Teams an Olympischen Sommerspielen.

## Flaggenträger
Der Diskuswerfer Friðrik Guðmundsson trug die Flagge Islands während der Eröffnungsfeier im Olympiastadion.

## Teilnehmer nach Wettbewerben

### Leichtathletik
100 m
- Ásmundur Bjarnason
Vorläufe: in Lauf 1 (Rang 5) mit 11,1 s (handgestoppt) bzw. 11,40 s (elektronisch) nicht für die Viertelfinalläufe qualifiziert

- Hörður Haraldsson
Vorläufe: in Lauf 3 (Rang 4) mit 11,0 s (handgestoppt) bzw. 11,32 s (elektronisch) nicht für die Viertelfinalläufe qualifiziert

- Pétur Sigurðsson
Vorläufe: in Lauf 10 (Rang 5) mit 11,3 s (handgestoppt) bzw. 11,55 s (elektronisch) nicht für die Viertelfinalläufe qualifiziert

200 m
- Ásmundur Bjarnason
Vorläufe: in Lauf 11 (Rang 4) mit 22,4 s (handgestoppt) bzw. 22,51 s (elektronisch) nicht für die Viertelfinalläufe qualifiziert

- Hörður Haraldsson
Vorläufe: in Lauf 1 (Rang 4), 22,4 s (handgestoppt), 22,56 s (elektronisch) nicht für die Viertelfinalläufe qualifiziert

400 m
- Guðmundur Lárusson
Runde eins: ausgeschieden in Lauf acht (Rang vier), 49,7 Sekunden (handgestoppt), 49,81 Sekunden (automatisch gestoppt)

800 m
- Guðmundur Lárusson
Runde eins: ausgeschieden in Lauf acht (Rang sieben), 1:56,5 Minuten (handgestoppt)

5000 m
- Kristján Jóhannsson
Runde eins: ausgeschieden in Lauf drei (Rang 14), 15:32,8 Minuten

10.000 m
- Kristján Jóhannsson
Finale: 32:00,0 Minuten, Rang 26

110 m Hürden
- Ingi Þorsteinsson
Runde eins: ausgeschieden in Lauf sechs (Rang vier), 15,6 Sekunden (handgestoppt), 15,76 Sekunden (automatisch gestoppt)

400 m Hürden
- Ingi Þorsteinsson
Runde eins: ausgeschieden in Lauf zwei (Rang fünf), 56,5 Sekunden (handgestoppt)

4 × 100 m Staffel
- Ásmundur Bjarnason, Hörður Haraldsson, Pétur Sigurðsson und Ingi Þorsteinsson
Runde eins: ausgeschieden in Lauf vier, disqualifiziert, 43,25 Sekunden (automatisch gestoppt)

Stabhochsprung
- Torfi Bryngeirsson
Qualifikationsrunde: Gruppe A, 4,00 Meter, Rang sechs, Gesamtrang 16
1. Höhe: 3,60 Meter, gültig, ohne Fehlversuch
2. Höhe: 3,80 Meter, gültig, ohne Fehlversuch
3. Höhe: 3,90 Meter, gültig, ohne Fehlversuch
4. Höhe: 4,00 Meter, gültig, mit einem Fehlversuch
Finale: 3,95 Meter, Rang 14
1. Höhe: 3,60 Meter, ausgelassen
2. Höhe: 3,80 Meter, gültig, ohne Fehlversuch
3. Höhe: 3,95 Meter, gültig, ohne Fehlversuch
4. Höhe: 4,10 Meter, ungültig, drei Fehlversuche

Diskuswurf
- Friðrik Guðmundsson
Qualifikationsrunde: Gruppe A, 45,00 Meter, Rang neun, Gesamtrang 22
Runde eins: 45,00 Meter
Runde zwei: ungültig
Runde drei: 43,48 Meter

- Þorsteinn Löve
Qualifikationsrunde: Gruppe B, 44,28 Meter, Rang 14, Gesamtrang 24
Runde eins: 44,27 Meter
Runde zwei: 43,73 Meter
Runde drei: 44,28 Meter